# Carbidschieten

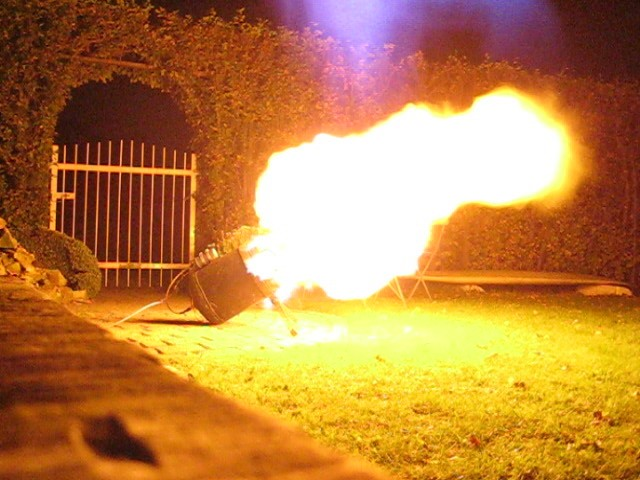
Carbidschieten

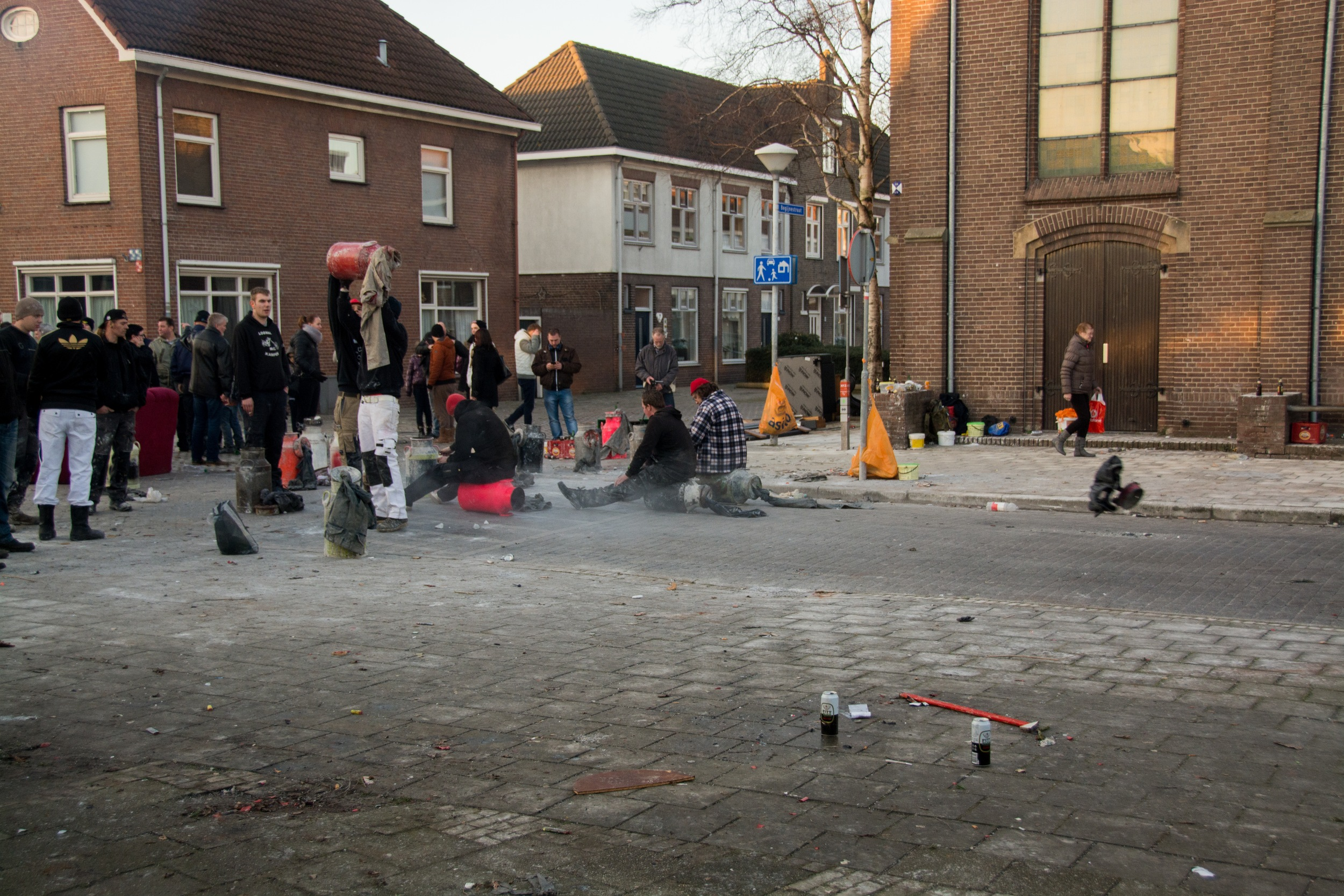
Carbidschieten in Kampen

Das Karbidschießen oder Carbidschieten (Niederlande), carbuurschieten (Belgien), melkbusschieten, losschieten (Brabant) oder pulleschieten ist eine Tradition in einigen nördlichen, südlichen und östlichen Regionen der Niederlande (vor allem Friesland, Groningen, Overijssel, Gelderland) sowie in Ostfriesland. Der Brauch des „Karbidschießens“ wird normalerweise um den Jahreswechsel begangen, doch im Süden kommt er auch am Abend des Aufgebots vor. Die Tradition besteht auch in Belgien, unter anderem bei Hochzeiten, und vereinzelt – etwa als Kirchweihschießen – in Deutschland. In der Oberlausitz wird das Osterschießen praktiziert, welches dem gleichen Prinzip entspricht.
Beim Carbidschieten wird ein metallenes Gefäß mit aus Calciumcarbid und Wasser gewonnenem Acetylen zum Knallen gebracht. Der Umgang damit ist nicht ungefährlich und wird mittlerweile von den Gemeinden streng reglementiert. Für manche Niederländer ist das Carbidschieten eine Alternative zum Silvesterfeuerwerk.

## Technisches
Calciumcarbid (in Form von Karbidsteinchen) wird in eine Milchkanne, Farbtonne oder eine angepasste Gasflasche gelegt und einigermaßen nass gemacht, zum Beispiel mit Spucke oder Wasser. Danach wird die Kanne oder Tonne mit ihrem Deckel oder mit einem Plastikball verschlossen. Es bildet sich Ethin, das über ein kleines Zündloch (oder eine Zündkerze) entzündet wird. Es explodiert mit einem dröhnenden Knall, wodurch der Deckel oder der Ball aus der Tonne schießt und Dutzende von Metern entfernt aufschlagen kann. Noch größere Knaller erzeugt man zuweilen, indem man größeres Material einsetzt, zum Beispiel umgebaute Güllefässer.
Die Schwierigkeit liegt beim Carbidschieten darin, die richtige Mischung aus Carbid und Wasser zu verwenden und den richtigen Moment für das Anzünden zu erkennen. In manchen Dörfern schießt man mit Dutzenden von Tonnen gleichzeitig. Das Schießen muss gut angeleitet werden, damit die Tonnen gleichmäßig hintereinander knallen. Diese Form des organisierten Carbidschietens liegt oft in den Händen eines Sportvereins oder einer gesonderten Carbid- oder Silvestervereinigung.

## Entstehen
Von der Geschichte des Carbidschietens ist wenig bekannt. Die Tradition Lärm zu veranstalten lässt sich eventuell auf die germanischen Julfeiern zurückführen. Im 19. Jahrhundert gab es sowohl auf dem platten Lande als auch in der Stadt den Brauch, an besonderen Tagen Lärm zu veranstalten. In Städten hat man am Beginn des 19. Jahrhunderts kleine Kanonen abgefeuert, bis dies verboten wurde. Auf dem platten Lande hielt sich die Tradition des Schießens beim Aufgebot. Wahrscheinlich ist daraus das Carbidschieten entstanden. Carbid wurde am Ende des 19. Jahrhunderts erhältlich.
Carbid hat man vor dem Zweiten Weltkrieg in Karbidlampen auch zur Fahrradbeleuchtung verwendet. Bevor Flaschen mit Acetylen-Gas verfügbar wurden, verwendeten die meisten Dorfschmiede Carbid zum Löten. Es war also teuer, aber erhältlich. Milchkannen gab es ab dem Ende des 19. Jahrhunderts ebenfalls reichlich auf dem platten Lande. Auch in Franken gab es bis zum Ende des 20. Jahrhunderts bei Schulkindern den Brauch, etwa während der Kirchweih in Unterleinach, mit befeuchteten Karbidsteinchen gefüllte Blechdosen zur Explosion zu bringen. Während des 20. Jahrhunderts wurde das Schießen mit Milchkannen beliebt.

## Wachsende Popularität

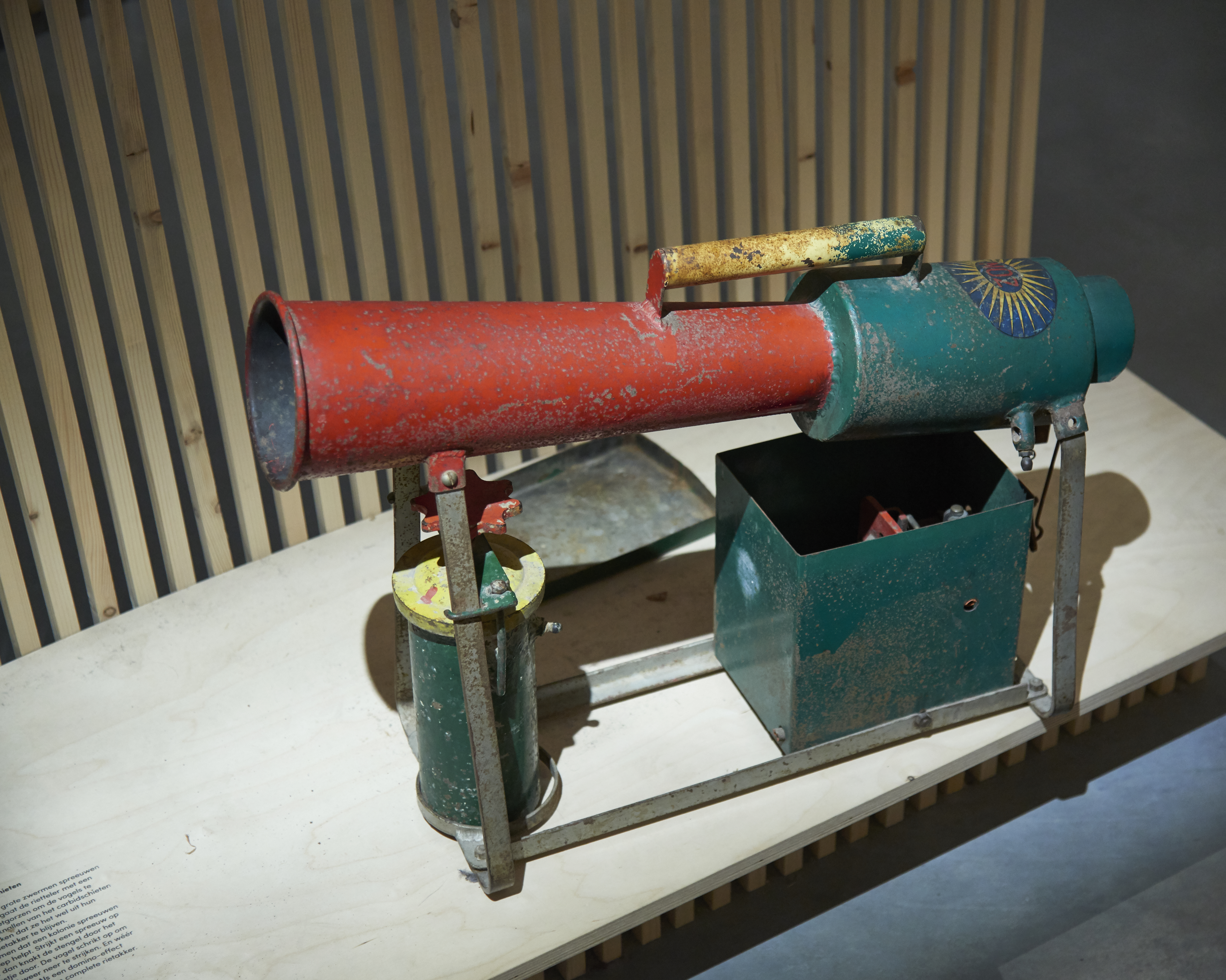
Ein Apparat aus Biesbosch (Noord-Brabant) für das Carbidschieten. Ziel war es, Vögel von den Feldern zu vertreiben.

Carbidschieten mit Milchkannen wurde in der zweiten Hälfte des 20. Jahrhunderts immer mehr ein soziales Ereignis, das nicht nur auf Bauernhöfen, sondern auch auf Dorfplätzen und Sportplätzen stattfand. Man hat auch Wettkämpfe organisiert, eigene Veranstaltungen und Meisterschaften. Dabei ging es darum, den Deckel der Kanne so weit weg wie möglich zu schießen. In den 1980er Jahren entschied man sich, den Deckel durch einen Ball zu ersetzen, weil das sicherer war.
Im Jahr 2014 hat man das Carbidschieten auf die Liste des Nationalen Immateriellen Kulturgutes in den Niederlanden gesetzt, als fünften Brauch.

## Risiken und Regeln

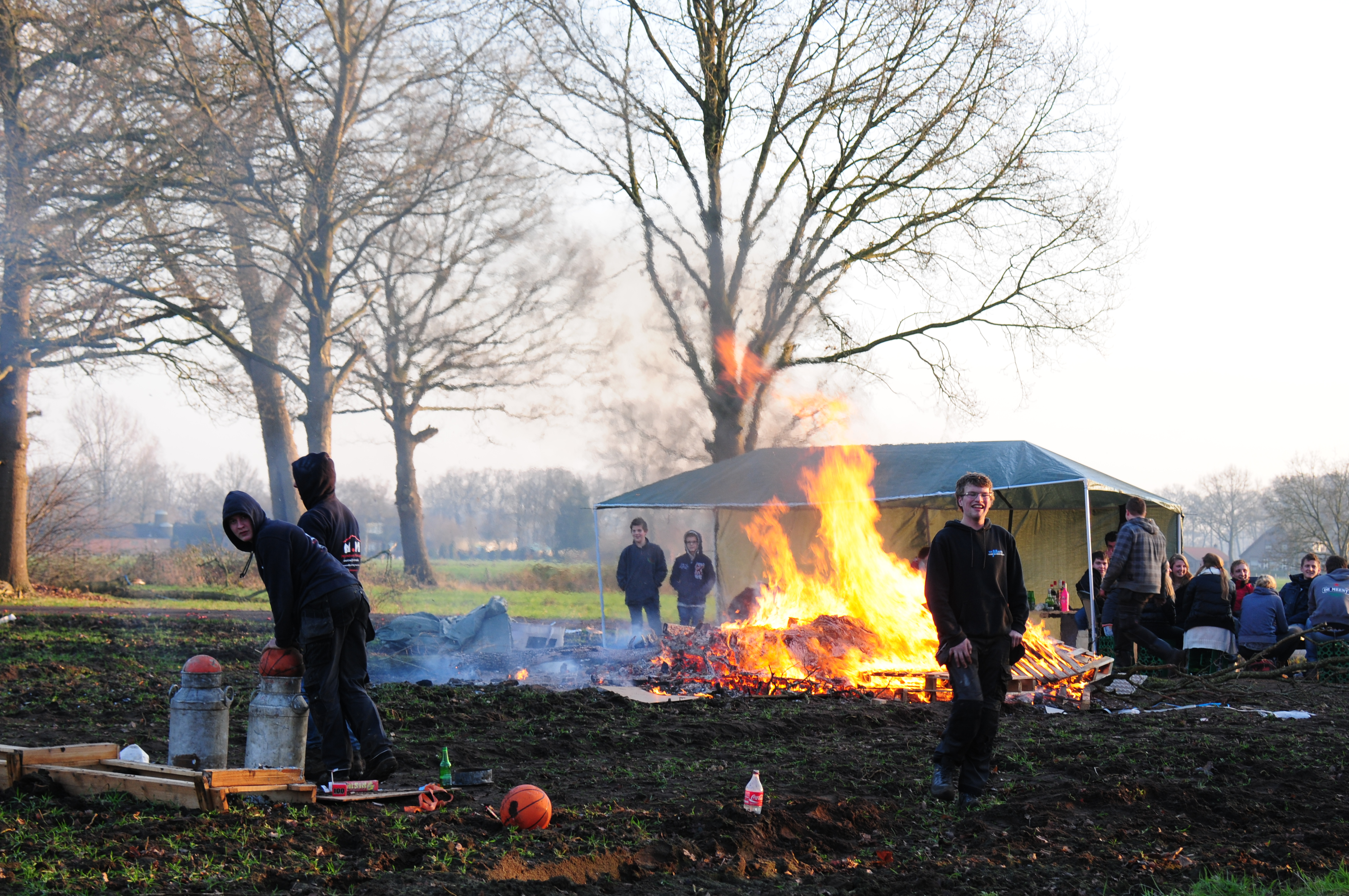
Jugendliche in Harskamp, Gelderland, 2014. Neben einem Silvesterfeuer sind links zwei Milchkannen mit Bällen zu sehen.

Carbidschieten kann vor allem bei fehlender Sachkunde gefährlich werden:
- Wird das Gasgemisch zu früh angezündet, besteht die Gefahr einer Stichflamme.
- Beim Knall entsteht ein Rückstoß, darum wird geraten, die Kanne stabil aufzustellen bzw. zu befestigen.
- Die Kanne sollte z. B. nicht aus Aluminium bestehen. Sie sollte auch keine Schäden durch Rost oder Dellen aufweisen. Gerade eine Aluminiumkanne ist zu schwach, um der Explosion zu widerstehen, sie wird wahrscheinlich als Ganzes in die Luft gesprengt.
- Um den Knall so laut wie möglich zu machen, schlägt man den Deckel oder Ball oft mit einem Hammer in die Öffnung. Sitzt er zu fest, kann die Explosion sogar eine Kanne aus Stahl auseinanderreißen.
- Bei einer großen Tonne ist der Knall oftmals ohrenbetäubend. Darum wird empfohlen, beim Carbidschieten einen Gehörschutz zu tragen.
- Es ist schwierig vorherzusagen, wie weit und wohin der Deckel geschleudert wird. Damit es durch wegfliegende Deckel nicht zu Schäden kommt, wird der Deckel meist mit einem langen Tau befestigt.

Im Jahr 2014 trat ein neues Feuerwerkgesetz in Kraft. Laut Gesetz durfte Feuerwerk nur zum Jahreswechsel von sechs Uhr abends bis zwei Uhr morgens abgefeuert werden. Das Carbidschieten wurde in der Folge populärer, weil es nicht unter das Gesetz fiel. In der Corona-Krise von 2020 hat die Regierung Feuerwerk (mit Ausnahme des Tischfeuerwerks bzw. Scherzartikel) verboten, nicht aber das Carbidschieten.
Allerdings können einzelne Gemeinden das Carbidschieten über die algemene plaatselijke verordening verbieten oder regulieren. So haben es im Dezember 2020 die meisten Gemeinden in der Provinz Noord-Holland verboten. Man befürchtete Gefahren durch das Schießen sowie Lärmbelästigung für Anwohner. Gerade im Westen der Niederlande wird befürchtet, dass das Carbidschieten als Feuerwerksersatz angesehen und von Personen durchgeführt wird, die damit keine Erfahrung haben. Im Westen ist das Carbidschieten kein alter Brauch.
Die Gemeinden, in denen Carbidschieten erlaubt ist, haben im November bzw. Dezember 2020 strenge Regeln eingeführt. Beispielsweise muss ein Interessent das Ereignis vor einem Stichtag bei der Gemeinde anmelden. Ferner hat die ausführende Person nüchtern zu sein. Ist der Ausführende noch jugendlich, muss eine volljährige, nüchterne Begleitperson anwesend sein. Das Schießen darf nur in einem bestimmten Abstand zu Wohnhäusern und Orten, an denen sich Tiere aufhalten, stattfinden. Reguliert ist außerdem, wie viele Menschen dem Ereignis beiwohnen dürfen oder wie groß die Milchkanne sein darf. Geknallt werden darf nur in einem bestimmten Zeitfenster, etwa von 10:00 Uhr bis 18:00 Uhr am 31. Dezember. Das ist auch die traditionelle Zeit. Man will verhindern, dass noch um Mitternacht geschossen wird, als Ersatz für das Feuerwerk.

## Belege
1. ↑  www.muensterlandzeitung.de.
2. ↑  Kwanselbier en losschieten - Brabants Erfgoed.
3. ↑  Mevr. J. E. Castelijns: ‘Volksgebruiken in Casteren’, in ‘Drie dorpen een gemeente’, 1987, boek bij gelegenheid van het 800-jarig bestaan van de gemeente Hoogeloon, Hapert en Casteren. Geciteerd door Kees Jansen in: Losschieten
4. ↑  Dagblad van het Noorden: Carbidschieten: waar komt dat eigenlijk vandaan? En hoe zorg ik voor zo'n flinke knal?, 2017-12-29.
5. ↑  Carbidschieten: een korte geschiedenis. 29. Dezember 2018, abgerufen am 31. Dezember 2020 (niederländisch).
6. ↑  J.L. de Jager, 1981, Volksgebruiken in Nederland, Het Spectrum
7. ↑  H.W. Lintsen, 1992, Geschiedenis van de techniek in Nederland. De wording van een moderne samenleving 1800-1890. Deel I Techniek en modernisering. Landbouw en voeding.
8. ↑  Madlon Göbel: Sitten und Gebräuche im alten Unterleinach. In: Christine Demel u. a.: Leinach. Geschichte – Sagen – Gegenwart. Gemeinde Leinach, Leinach 1999, S. 412–415, hier: S. 415.
9. ↑  Carbidschieten in Drenthe. Abgerufen am 31. Dezember 2020 (niederländisch).
10. ↑  Carbidschieten op nationale erfgoedlijst, NU.nl 27. Juni 2014 (ANP-bericht)
11. ↑  Carbidschieten in Drenthe. Abgerufen am 31. Dezember 2020 (niederländisch).
12. ↑  Site der Rijksoverheid (Memento des Originals vom 28. Dezember 2020 im Internet Archive)  Info: Der Archivlink wurde automatisch eingesetzt und noch nicht geprüft. Bitte prüfe Original- und Archivlink gemäß Anleitung und entferne dann diesen Hinweis., Abruf am 22. Dezember 2020.
13. ↑  Elise Spetter:
Carbidschieten in (bijna) heel Noord-Holland verboden, in: nhnieuws.nl, 5. Dezember 2020, Abruf am 22. Dezember 2020.
14. ↑  Eerste gemeenten verbieden Carbidschieten, in: nos.nl, 21. November 2020, Abruf am 22. Dezember 2020.
15. ↑  Siehe Strenge regels voor carbidschieten in de Achterhoek: beperkt knallen en verplicht melden in: gelderlander.nl, 5. Dezember 2020. Siehe als Beispiele Gemeente Bronckhorst, Gemeente Oude IJsselstreek. Abruf jeweils am 22. Dezember 2020.